# A-68930
A-68930は、ドーパミン受容体D1部分的作用薬として機能する有機合成物質である。経口投与では動物に対し抗うつ薬と食欲抑制剤としての効果があり、覚醒状態と頻脈を生じる。しかしながら、興奮剤としての効果は無く、むしろ鎮静剤として作用する。A-68930とSKF-82958など他のD1作用薬の機能的相違点は、D5受容体に関連する影響の違いに起因するものと見られる。